# YMCA

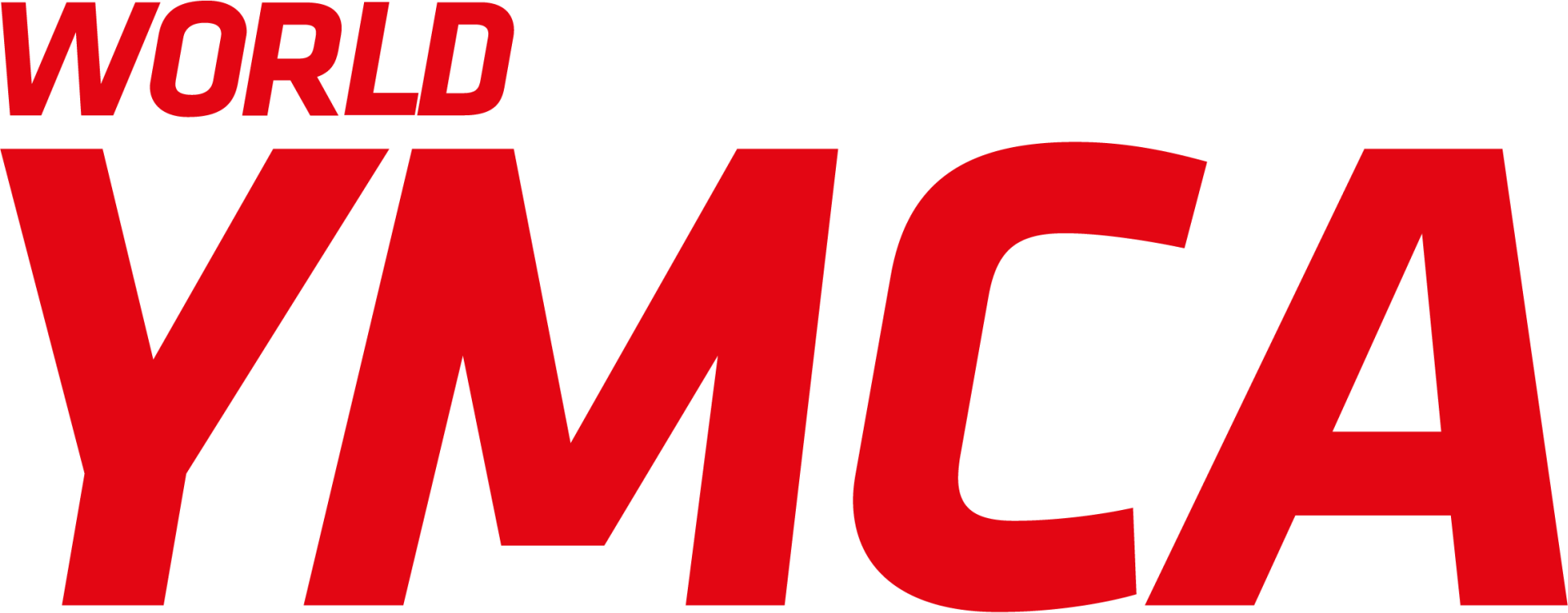
Logo organizacji

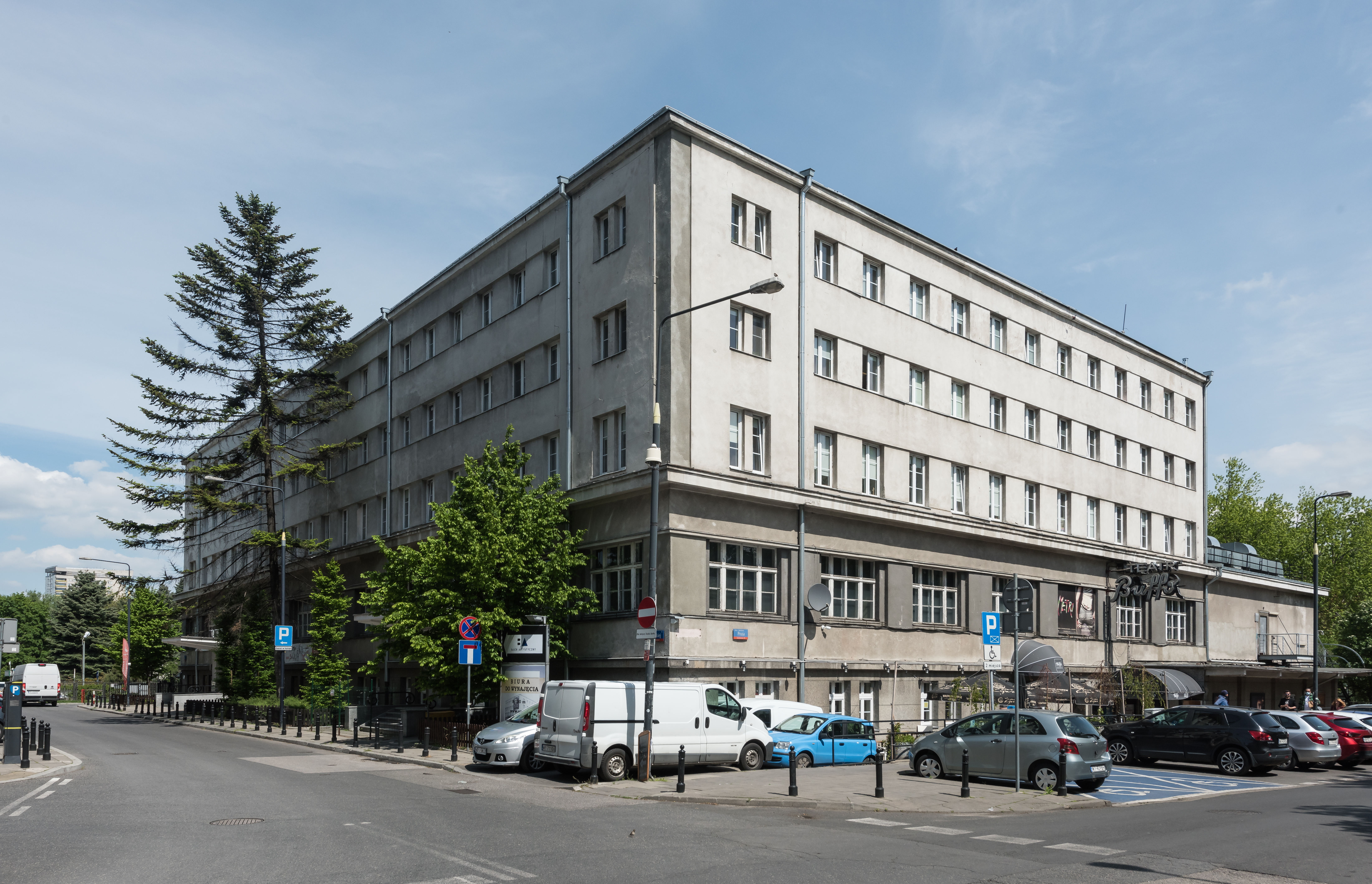
Przedwojenna siedziba YMCA przy ul. Konopnickiej 6 w Warszawie

YMCA (ang. Young Men’s Christian Association, dosł. Związek Chrześcijańskiej Młodzieży Męskiej) – międzynarodowa ekumeniczna organizacja propagująca program oparty na wartościach chrześcijańskich. Głównym celem organizacji jest służenie harmonijnemu rozwojowi fizycznemu, umysłowemu i duchowemu. Obecnie YMCA funkcjonuje w 130 krajach i zrzesza prawie 30 milionów członków.

## Symbol
Symbolem YMCA od 1917 jest czerwony równoboczny trójkąt symbolizujący równomierny rozwój ducha, umysłu i ciała.

## Historia

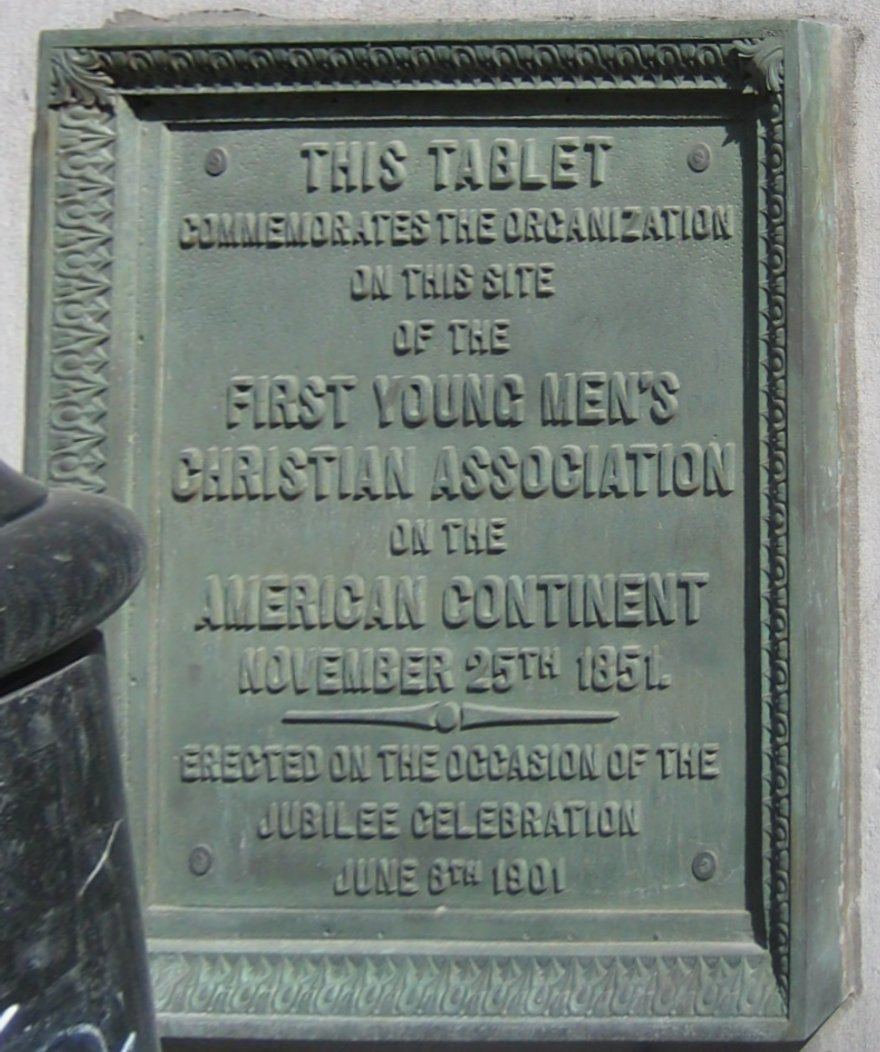

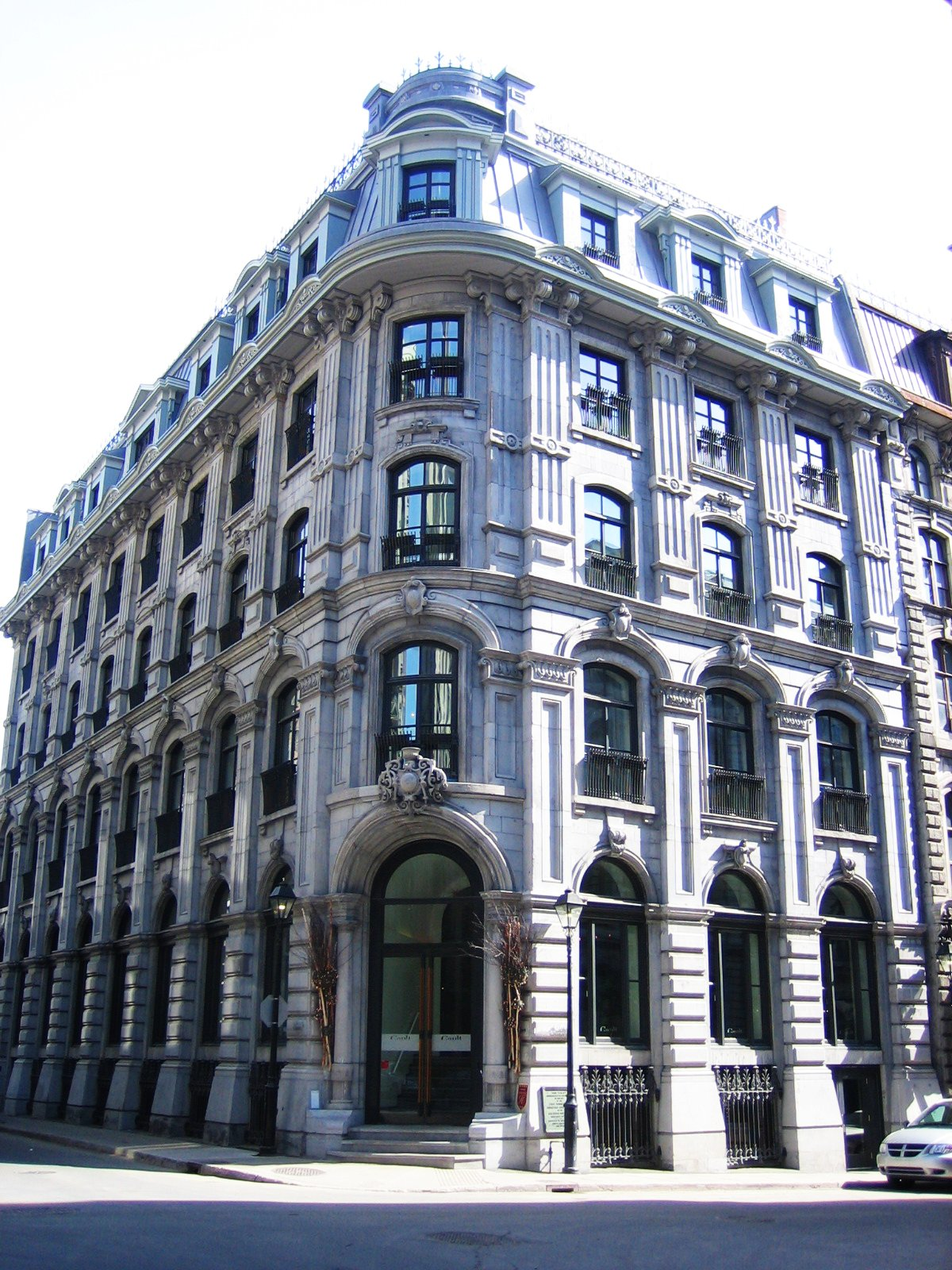
Pierwszy budynek YMCA w Ameryce Północnej w Montrealu

Została założona w 1844 w Londynie przez George'a Williamsa. Jej celem był duchowy rozwój młodych mężczyzn poprzez wspólne studiowanie Biblii i dyskusje. Idea YMCA szybko zdobyła popularność w Europie, a od 1851 jest obecna w Stanach Zjednoczonych. W 1855 odbyła się pierwsza Międzynarodowa Konferencja YMCA, podczas której przyjęto tzw. Bazę Paryską – dokument określający cele organizacji. Siedzibą Światowego Aliansu YMCA jest Genewa, a Europejskiego Aliansu YMCA jest Praga. YMCA posiada status obserwatora w ONZ i Radzie Europy.

## YMCA w Polsce
Związek pojawił się w Polsce wiosną 1919 r. wraz z Armią Hallera. Armia ta tworzona była we Francji od czerwca 1917 r. i składała się między innymi z ponad 20 tys. kontyngentu Polaków – ochotników, którzy wyemigrowali ze Stanów Zjednoczonych przez Kanadę (obozy w Niagara-on-the-Lake i St. John). Wraz z włączeniem Armii Hallera do Armii Polskiej pojawiła się potrzeba uregulowania statusu YMCA. Minister Spraw Wojskowych wydał rozkaz w dniu 11 listopada 1919 r., który uprawniał YMCA do działania w Armii Polskiej do czasu jej demobilizacji. Utworzony został oddział polski amerykańskiego związku, który miał prawo do finansowania wyłącznie z funduszów zebranych w USA. Transporty YMCA traktowane były jako wojskowe podobnie jak korespondencja wojskowa, telegraficzna i kurierzy. YMCA zajmowała się w Polsce prowadzeniem sklepów żołnierskich, organizacją imprez kulturalnych oraz sportem.
Tuż po zakończeniu I wojny światowej polska YMCA zorganizowała w Krakowie schronisko dla żołnierzy, a dla oficerów – Dom Oficera Polskiego. Ponadto tworzyła boiska sportowe, prowadziła kino dla wojskowych z najnowszym repertuarem oraz wybudowała pierwszy w Krakowie kryty basen. W lesie na Lubogoszczy w Beskidzie Wyspowym organizacja wybudowała czynną do dzisiaj Bazę Szkoleniowo-Wypoczynkową Lubogoszcz dla młodzieży i dorosłych.
Formalnie, jako pełnoprawna na obszarze Polski, polska YMCA rozpoczęła działalność 8 grudnia 1923. Jej organizatorem był przybyły z Armią Hallera Amerykanin Paul Super. Powstało kilka ognisk (oddziałów), m.in. w Warszawie i w Łodzi. Z czasem, na bazie funduszy przekazanych z USA, w obu tych miastach powstały nowoczesne, reprezentacyjne budynki polskiej YMCA. W Warszawie na przełomie lat 20. i 30. XX wieku przy ul. Konopnickiej 6 z czytelnią, biblioteką, dwoma salami gimnastycznymi, basenem i salą teatralno-kinową zaprojektowany przez Antoniego Jawornickiego, oraz w Łodzi, w latach 1932–1936, budynek według projektu łódzkiego architekta Wiesława Lisowskiego (pływalnia – pierwsza kryta w Łodzi – została oddana do użytku w 1936), w centrum miasta, przy ul. S. Moniuszki 4a. To jeden z najlepszych przykładów architektury modernistycznej w tym mieście. Przed wojną budynek był uważany za najlepiej wyposażony gmach organizacji YMCA w Europie. Po II wojnie, po zakazie działalności YMCA na obszarze Polski w 1949 r., działał tu "Pałac Młodzieży", który z czasem otrzymał jako patrona Juliana Tuwima. Była to przez lata zasłużona i popularna w Łodzi placówka oświaty i wychowania pozaszkolnego. Przejęty w latach 90. XX w. przez działaczy odrodzonej YMCA budynek popada w ruinę z pozorami działalności pozaszkolnej.  
Obecnie, zgodnie ze statutem, do Związku Młodzieży Chrześcijańskiej Polska YMCA mogą należeć wszyscy, bez względu na płeć i wiek.

## Inne informacje
Jednym z głównych pól działalności organizacji jest sport i kultura fizyczna. Działacze organizacji, którzy wsławili się na tym polu, to między innymi:
- Robert Roberts z YMCA Boston, który w 1881 wprowadza termin „body building”
- James Naismith ze Springfield YMCA College, który w 1891 tworzy zasady koszykówki
- William G. Morgan z Holyoke YMCA, który w 1895 tworzy zasady siatkówki.

W budynkach YMCA w Polsce w powojennych latach 40. grywano jazz. Zakazano tego w 1949 roku. Szczególnie drastycznie rozprawiono się z jazzem w łódzkiej siedzibie YMCA, gdzie spalono całą bibliotekę, a płyty potłuczono.

## W kulturze
Organizację promował zespół Village People. Po kilku latach ich pieśń Y.M.C.A. stała się bardzo popularnym hymnem wśród społeczności LGBTQ+.